# Soraya Hashim
Soraya Hashim, född 23 november 1983 i Göteborg, är en svensk programledare och journalist.
Som programledare har hon lett radioprogrammet Kvällspasset tillsammans med bland andra Henrik Torehammar och under sommaren 2009 även på Morgonpasset Helg tillsammans med Cissi Wallin. Hon har även medverkat  i P3:s radioprogram Brunchrapporten som sidekick till programledaren Henrik Torehammar. Förutom programledare är hon även föreläsare, ofta om hiphop. År 2010 medverkade Soraya i antologin Vad gör de nu?.
Mellan 2014 och 2016 arbetade Hashim på Rättviseförmedlingen som projektledare och community manager. Från 2016 fram till dess nedläggning 2019 var hon debattchef på Metro. Hon medverkade även regelbundet i Nyhetsmorgon i TV4 där hon tipsade om kultur.
År 2017 placerades Soraya Hashim på 6:e plats när TCO listade framtidens 99 mäktigaste personer.
Från och med hösten 2020 var Hashim programledare för Algoritmen, ett radioprogram från Utbildningsradion om internet. Mellan 2021 och 2022 var hon en av programledarna av Aftonbladets politikpodd En runda till. Under 2023 var Hashim kulturkrönikör på Göteborgs-Posten. Samma år startade hon även podden Kulturråden. År 2024 blev hon programledare för podden Fabriken i P1 från Utbildningsradion, ett program som kretsar kring hur den digitala utvecklingen påverkar mänskliga relationer.
Sedan november 2023 är Hashim även nyhetsankare i Rapport samt leder Kulturnyheterna.